# Razzi amari
Razzi amari: una storia
(sottotitolato Comix presenta Stefano Disegni & Massimo Caviglia in Razzi amari; il 1° musical a fumetti nella storia dell'umanità!) è un prodotto multimediale di Stefano Disegni e Massimo Caviglia uscito nel 1992, composto da un fumetto e da una cassetta audio.

## Storia editoriale
Al fumetto, pubblicato da Franco Cosimo Panini Editore di Modena, era allegata un'audiocassetta con alcuni brani musicali del gruppo di Disegni, chiamato Gruppo Volante, con testi ispirati alla vicenda raccontata nel fumetto e musiche di Vito Abbonato.
Nel 1995 esce Il figlio di razzi amari, come supplemento alla rivista Comix.

## Controversie
Nel 1999, in occasione dell'uscita del film Matrix, rilevando delle similitudini nella trama (analizzate successivamente in saggi accademici), Disegni e Caviglia valuteranno l'ipotesi di fare causa per plagio ai fratelli Wachowski, registi e autori della sceneggiatura, ipotesi che però viene fatta cadere a causa degli alti costi della pratica, come racconterà lo stesso Disegni a Ciak:
(Stefano Disegni)